# Riedseltz
Riedseltz (deutsch Riedselz) ist eine französische Gemeinde mit 1126 Einwohnern (Stand 1. Januar 2021) im Département Bas-Rhin in der Region Grand Est (bis 2015 Elsass).

## Geografie
Die Gemeinde Riedseltz liegt unweit der Grenze zu Deutschland, etwa sechs Kilometer südlich der Grenzstadt Wissembourg. Durch Riedseltz fließt der Hausauerbach. Die Weinlagen um Riedseltz gehören zu den nördlichsten im Weinbaugebiet Elsass.

## Geschichte
Von 1871 bis zum Ende des Ersten Weltkrieges gehörte Riedselz als Teil des Reichslandes Elsaß-Lothringen zum Deutschen Reich und war dem Kreis Weißenburg im Bezirk Unterelsaß zugeordnet.

### Bevölkerungsentwicklung
| 1910 | 1968 | 1975 | 1982 | 1990 | 1999 | 2006 | 2017 |
| ---- | ---- | ---- | ---- | ---- | ---- | ---- | ---- |
| 1128 | 930  | 975  | 1019 | 1029 | 1061 | 1125 | 1087 |

## Wappen
Wappenbeschreibung: In Grün ein silbernes gemeines Kreuz mit Lilienenden am waagerechten Kreuzarm.

## Verkehr
Der Bahnhof Riedseltz liegt an der Strecke Straßburg-Haguenau-Wissembourg, die vom TER Grand Est betrieben wird.

## Persönlichkeiten
- Charles Hindelang (1865–1943), Landtagsabgeordneter